# 10e étape du Tour d'Espagne 2017
La 10e étape du Tour d'Espagne 2017 se déroule le mardi 29 août 2017, entre Caravaca de la Cruz et ElPozo, sur une distance de 164,8 kilomètres.

## Résultats

### Classement de l'étape
| \| Classement de l'étape \| Classement de l'étape \| Classement de l'étape \| Classement de l'étape \| Classement de l'étape \| \| Coureur \| Coureur \| Pays \| Équipe \| Temps \| \| --------------------- \| -------------------------- \| --------------------- \| ---------------------- \| --------------------- \| \| 1er \| Matteo Trentin \| Italie \| Quick-Step Floors \| 3 h 34 min 56 s \| \| 2e \| José Joaquín Rojas \| Espagne \| Movistar Team \| + 1 s \| \| 3e \| Jaime Rosón \| Espagne \| Caja Rural-Seguros RGA \| + 19 s \| \| 4e \| Jacques Janse van Rensburg \| Afrique du Sud \| Dimension Data \| + 21 s \| \| 5e \| Alexandre Geniez \| France \| AG2R La Mondiale \| + 56 s \| \| 6e \| Marc Soler \| Espagne \| Movistar Team \| + 59 s \| \| 7e \| Luis León Sánchez \| Espagne \| Astana \| + 2 min 22 s \| \| 8e \| Alessandro De Marchi \| Italie \| BMC Racing Team \| + 2 min 22 s \| \| 9e \| Arnaud Courteille \| France \| FDJ \| + 2 min 40 s \| \| 10e \| Rafael Reis \| Portugal \| Caja Rural-Seguros RGA \| + 3 min 05 s \| |                            |                |                        |                 |
| |                            |                |                        |                 |
| Source : ProCyclingStats |                            |                |                        |                 |
| Classement de l'étape |                            |                |                        |                 |
| Coureur | Coureur                    | Pays           | Équipe                 | Temps           |
| 1er | Matteo Trentin             | Italie         | Quick-Step Floors      | 3 h 34 min 56 s |
| 2e | José Joaquín Rojas         | Espagne        | Movistar Team          | + 1 s           |
| 3e | Jaime Rosón                | Espagne        | Caja Rural-Seguros RGA | + 19 s          |
| 4e | Jacques Janse van Rensburg | Afrique du Sud | Dimension Data         | + 21 s          |
| 5e | Alexandre Geniez           | France         | AG2R La Mondiale       | + 56 s          |
| 6e | Marc Soler                 | Espagne        | Movistar Team          | + 59 s          |
| 7e | Luis León Sánchez          | Espagne        | Astana                 | + 2 min 22 s    |
| 8e | Alessandro De Marchi       | Italie         | BMC Racing Team        | + 2 min 22 s    |
| 9e | Arnaud Courteille          | France         | FDJ                    | + 2 min 40 s    |
| 10e | Rafael Reis                | Portugal       | Caja Rural-Seguros RGA | + 3 min 05 s    |

### Points attribués
| Sprint intermédiaire - El Pozo. N-340 (km 108,4) | Sprint intermédiaire - El Pozo. N-340 (km 108,4) | Sprint intermédiaire - El Pozo. N-340 (km 108,4) | Sprint intermédiaire - El Pozo. N-340 (km 108,4) | Sprint intermédiaire - El Pozo. N-340 (km 108,4) |
| ------------------------------------------------ | ------------------------------------------------ | ------------------------------------------------ | ------------------------------------------------ | ------------------------------------------------ |
|                                                  | Coureur                                          | Pays                                             | Équipe                                           | Point(s)                                         |
| 1er                                              | Matteo Trentin                                   | Italie                                           | Quick-Step Floors                                | 4                                                |
| 2e                                               | Rafael Reis                                      | Portugal                                         | Caja Rural-Seguros RGA                           | 2                                                |
| 3e                                               | Julien Bernard                                   | France                                           | Trek-Segafredo                                   | 1                                                |
| modifier                                         |                                                  |                                                  |                                                  |                                                  |

| Arrivée d'étape - El Pozo (km 164,8) | Arrivée d'étape - El Pozo (km 164,8) | Arrivée d'étape - El Pozo (km 164,8) | Arrivée d'étape - El Pozo (km 164,8) | Arrivée d'étape - El Pozo (km 164,8) |
| ------------------------------------ | ------------------------------------ | ------------------------------------ | ------------------------------------ | ------------------------------------ |
|                                      | Coureur                              | Pays                                 | Équipe                               | Point(s)                             |
| 1er                                  | Matteo Trentin                       | Italie                               | Quick-Step Floors                    | 25                                   |
| 2e                                   | José Joaquín Rojas                   | Espagne                              | Movistar                             | 20                                   |
| 3e                                   | Jaime Rosón                          | Espagne                              | Caja Rural-Seguros RGA               | 16                                   |
| 4e                                   | Jacques Janse van Rensburg           | Afrique du Sud                       | Dimension Data                       | 14                                   |
| 5e                                   | Alexandre Geniez                     | France                               | AG2R La Mondiale                     | 12                                   |
| 6e                                   | Marc Soler                           | Espagne                              | Movistar                             | 10                                   |
| 7e                                   | Luis León Sánchez                    | Espagne                              | Astana                               | 9                                    |
| 8e                                   | Alessandro De Marchi                 | Italie                               | BMC Racing                           | 8                                    |
| 9e                                   | Arnaud Courteille                    | France                               | FDJ                                  | 7                                    |
| 10e                                  | Rafael Reis                          | Portugal                             | Caja Rural-Seguros RGA               | 6                                    |
| 11e                                  | Bert-Jan Lindeman                    | Pays-Bas                             | Lotto NL-Jumbo                       | 5                                    |
| 12e                                  | Nicolas Roche                        | Irlande                              | BMC Racing                           | 4                                    |
| 13e                                  | Jack Haig                            | Australie                            | Orica-Scott                          | 3                                    |
| 14e                                  | Julien Bernard                       | France                               | Trek-Segafredo                       | 2                                    |
| 15e                                  | Aldemar Reyes                        | Colombie                             | Manzana Postobón                     | 1                                    |
| modifier                             |                                      |                                      |                                      |                                      |

|   | Coureur        | Pays     | Équipe                 | Secondes |
| - | -------------- | -------- | ---------------------- | -------- |
| 1 | Matteo Trentin | Italie   | Quick-Step Floors      | 3 s      |
| 2 | Rafael Reis    | Portugal | Caja Rural-Seguros RGA | 2 s      |
| 3 | Julien Bernard | France   | Trek-Segafredo         | 1 s      |

|   | Coureur            | Pays    | Équipe                 | Secondes |
| - | ------------------ | ------- | ---------------------- | -------- |
| 1 | Matteo Trentin     | Italie  | Quick-Step Floors      | 10 s     |
| 2 | José Joaquín Rojas | Espagne | Movistar               | 6 s      |
| 3 | Jaime Rosón        | Espagne | Caja Rural-Seguros RGA | 4 s      |

### Cols et côtes
| Alto del Morrón de Totana (km 130,7) 3e catégorie (5,7 km à 5,7%) | Alto del Morrón de Totana (km 130,7) 3e catégorie (5,7 km à 5,7%) | Alto del Morrón de Totana (km 130,7) 3e catégorie (5,7 km à 5,7%) | Alto del Morrón de Totana (km 130,7) 3e catégorie (5,7 km à 5,7%) | Alto del Morrón de Totana (km 130,7) 3e catégorie (5,7 km à 5,7%) |
| ----------------------------------------------------------------- | ----------------------------------------------------------------- | ----------------------------------------------------------------- | ----------------------------------------------------------------- | ----------------------------------------------------------------- |
|                                                                   | Coureur                                                           | Pays                                                              | Équipe                                                            | Point(s)                                                          |
| 1er                                                               | Jacques Janse van Rensburg                                        | Afrique du Sud                                                    | Dimension Data                                                    | 3                                                                 |
| 2e                                                                | Bert-Jan Lindeman                                                 | Pays-Bas                                                          | Lotto NL-Jumbo                                                    | 2                                                                 |
| 3e                                                                | Rafael Reis                                                       | Portugal                                                          | Caja Rural-Seguros RGA                                            | 1                                                                 |
| modifier                                                          |                                                                   |                                                                   |                                                                   |                                                                   |

| Collado Bermejo (km 143) 1re catégorie (7,7 km à 6,5%) | Collado Bermejo (km 143) 1re catégorie (7,7 km à 6,5%) | Collado Bermejo (km 143) 1re catégorie (7,7 km à 6,5%) | Collado Bermejo (km 143) 1re catégorie (7,7 km à 6,5%) | Collado Bermejo (km 143) 1re catégorie (7,7 km à 6,5%) |
| ------------------------------------------------------ | ------------------------------------------------------ | ------------------------------------------------------ | ------------------------------------------------------ | ------------------------------------------------------ |
|                                                        | Coureur                                                | Pays                                                   | Équipe                                                 | Point(s)                                               |
| 1er                                                    | José Joaquín Rojas                                     | Espagne                                                | Movistar                                               | 10                                                     |
| 2e                                                     | Matteo Trentin                                         | Italie                                                 | Quick-Step Floors                                      | 6                                                      |
| 3e                                                     | Jaime Rosón                                            | Espagne                                                | Caja Rural-Seguros RGA                                 | 4                                                      |
| 4e                                                     | Jacques Janse van Rensburg                             | Afrique du Sud                                         | Dimension Data                                         | 2                                                      |
| 5e                                                     | Alexandre Geniez                                       | France                                                 | AG2R La Mondiale                                       | 1                                                      |
| modifier                                               |                                                        |                                                        |                                                        |                                                        |

## Classements à l'issue de l'étape

### Classement général
| \| Classement général \| Classement général \| Classement général \| Classement général \| Classement général \| \| Coureur \| Coureur \| Pays \| Équipe \| Temps \| \| ------------------ \| ------------------ \| ------------------ \| ------------------ \| ------------------ \| \| 1er \| Christopher Froome \| Royaume-Uni \| Team Sky \| 40 h 12 min 44 s \| \| 2e \| Esteban Chaves \| Colombie \| Orica-Scott \| + 36 s \| \| 3e \| Nicolas Roche \| Irlande \| BMC Racing Team \| + 36 s \| \| 4e \| Vincenzo Nibali \| Italie \| Bahrain-Merida \| + 1 min 17 s \| \| 5e \| Tejay van Garderen \| États-Unis \| BMC Racing Team \| + 1 min 27 s \| \| 6e \| David de la Cruz \| Espagne \| Quick-Step Floors \| + 1 min 30 s \| \| 7e \| Fabio Aru \| Italie \| Astana \| + 1 min 33 s \| \| 8e \| Michael Woods \| Canada \| Cannondale-Drapac \| + 1 min 52 s \| \| 9e \| Adam Yates \| Royaume-Uni \| Orica-Scott \| + 1 min 55 s \| \| 10e \| Ilnur Zakarin \| Russie \| Katusha-Alpecin \| + 2 min 15 s \| |                    |             |                   |                  |
| |                    |             |                   |                  |
| Source : ProCyclingStats |                    |             |                   |                  |
| Classement général |                    |             |                   |                  |
| Coureur | Coureur            | Pays        | Équipe            | Temps            |
| 1er | Christopher Froome | Royaume-Uni | Team Sky          | 40 h 12 min 44 s |
| 2e | Esteban Chaves     | Colombie    | Orica-Scott       | + 36 s           |
| 3e | Nicolas Roche      | Irlande     | BMC Racing Team   | + 36 s           |
| 4e | Vincenzo Nibali    | Italie      | Bahrain-Merida    | + 1 min 17 s     |
| 5e | Tejay van Garderen | États-Unis  | BMC Racing Team   | + 1 min 27 s     |
| 6e | David de la Cruz   | Espagne     | Quick-Step Floors | + 1 min 30 s     |
| 7e | Fabio Aru          | Italie      | Astana            | + 1 min 33 s     |
| 8e | Michael Woods      | Canada      | Cannondale-Drapac | + 1 min 52 s     |
| 9e | Adam Yates         | Royaume-Uni | Orica-Scott       | + 1 min 55 s     |
| 10e | Ilnur Zakarin      | Russie      | Katusha-Alpecin   | + 2 min 15 s     |

### Classement par points
| Classement par points | Classement par points | Classement par points | Classement par points | Classement par points |
| Coureur               | Coureur               | Pays                  | Équipe                | Points                |
| --------------------- | --------------------- | --------------------- | --------------------- | --------------------- |
| 1er                   | Matteo Trentin        | Italie                | Quick-Step Floors     | 78 pts                |
| 2e                    | Christopher Froome    | Royaume-Uni           | Team Sky              | 55 pts                |
| 3e                    | Paweł Poljański       | Pologne               | Bora-Hansgrohe        | 44 pts                |
| 4e                    | Matej Mohorič         | Slovénie              | UAE Team Emirates     | 43 pts                |
| 5e                    | José Joaquín Rojas    | Espagne               | Movistar Team         | 41 pts                |
| 6e                    | Esteban Chaves        | Colombie              | Orica-Scott           | 38 pts                |
| 7e                    | Vincenzo Nibali       | Italie                | Bahrain-Merida        | 37 pts                |
| 8e                    | Julian Alaphilippe    | France                | Quick-Step Floors     | 34 pts                |
| 9e                    | Jan Polanc            | Slovénie              | UAE Team Emirates     | 32 pts                |
| 10e                   | Alexey Lutsenko       | Kazakhstan            | Astana                | 29 pts                |

### Classement du meilleur grimpeur
| Classement du meilleur grimpeur | Classement du meilleur grimpeur | Classement du meilleur grimpeur | Classement du meilleur grimpeur | Classement du meilleur grimpeur |
| ------------------------------- | ------------------------------- | ------------------------------- | ------------------------------- | ------------------------------- |
|                                 | Coureur                         | Pays                            | Équipe                          | Point(s)                        |
| 1er                             | Davide Villella                 | Italie                          | Cannondale-Drapac               | 38 points                       |
| 2e                              | Thomas De Gendt                 | Belgique                        | Lotto-Soudal                    | 17 pts                          |
| 3e                              | Christopher Froome              | Royaume-Uni                     | Sky                             | 15 pts                          |
| 4e                              | José Joaquín Rojas              | Espagne                         | Movistar                        | 14 pts                          |
| 5e                              | Darwin Atapuma                  | Colombie                        | UAE Emirates                    | 12 pts                          |
| 6e                              | Alexandre Geniez                | France                          | AG2R La Mondiale                | 11 pts                          |
| 7e                              | Lluís Mas                       | Espagne                         | Caja Rural-Seguros RGA          | 11 pts                          |
| 8e                              | Rafał Majka                     | Pologne                         | Bora-Hansgrohe                  | 10 pts                          |
| 9e                              | Esteban Chaves                  | Colombie                        | Orica-Scott                     | 9 pts                           |
| 10e                             | Marc Soler                      | Espagne                         | Movistar                        | 6 pts                           |
| modifier                        |                                 |                                 |                                 |                                 |

### Classement du combiné
| Classement du combiné | Classement du combiné | Classement du combiné | Classement du combiné  | Classement du combiné |
| --------------------- | --------------------- | --------------------- | ---------------------- | --------------------- |
|                       | Coureur               | Pays                  | Équipe                 | Point(s)              |
| 1er                   | Christopher Froome    | Royaume-Uni           | Sky                    | 6 points              |
| 2e                    | Esteban Chaves        | Colombie              | Orica-Scott            | 17 pts                |
| 3e                    | José Joaquín Rojas    | Espagne               | Movistar               | 31 pts                |
| 4e                    | Nicolas Roche         | Irlande               | BMC Racing             | 43 pts                |
| 5e                    | Michael Woods         | Canada                | Cannondale-Drapac      | 45 pts                |
| 6e                    | Jan Polanc            | Slovénie              | UAE Emirates           | 53 pts                |
| 7e                    | Matej Mohorič         | Slovénie              | UAE Emirates           | 66 pts                |
| 8e                    | Jaime Rosón           | Espagne               | Caja Rural-Seguros RGA | 70 pts                |
| 9e                    | Wilco Kelderman       | Pays-Bas              | Sunweb                 | 73 pts                |
| 10e                   | Tomasz Marczyński     | Pologne               | Lotto-Soudal           | 78 pts                |
| modifier              |                       |                       |                        |                       |

### Classement par équipes
| Classement par équipes | Classement par équipes | Classement par équipes | Classement par équipes |
| Équipe                 | Équipe                 | Pays                   | Temps                  |
| ---------------------- | ---------------------- | ---------------------- | ---------------------- |
| 1re                    | Movistar Team          | Espagne                | 119 h 57 min 59 s      |
| 2e                     | Astana                 | Kazakhstan             | + 9 min 24 s           |
| 3e                     | UAE Team Emirates      | Émirats arabes unis    | + 11 min 37 s          |
| 4e                     | Orica-Scott            | Australie              | + 13 min 10 s          |
| 5e                     | Sky                    | Royaume-Uni            | + 16 min 17 s          |
| 6e                     | Caja Rural-Seguros RGA | Espagne                | + 26 min 16 s          |
| 7e                     | BMC Racing Team        | États-Unis             | + 33 min 31 s          |
| 8e                     | Team Sunweb            | Allemagne              | + 37 min 15 s          |
| 9e                     | Quick-Step Floors      | Belgique               | + 38 min 50 s          |
| 10e                    | AG2R La Mondiale       | France                 | + 41 min 41 s          |